# Derya Türkan

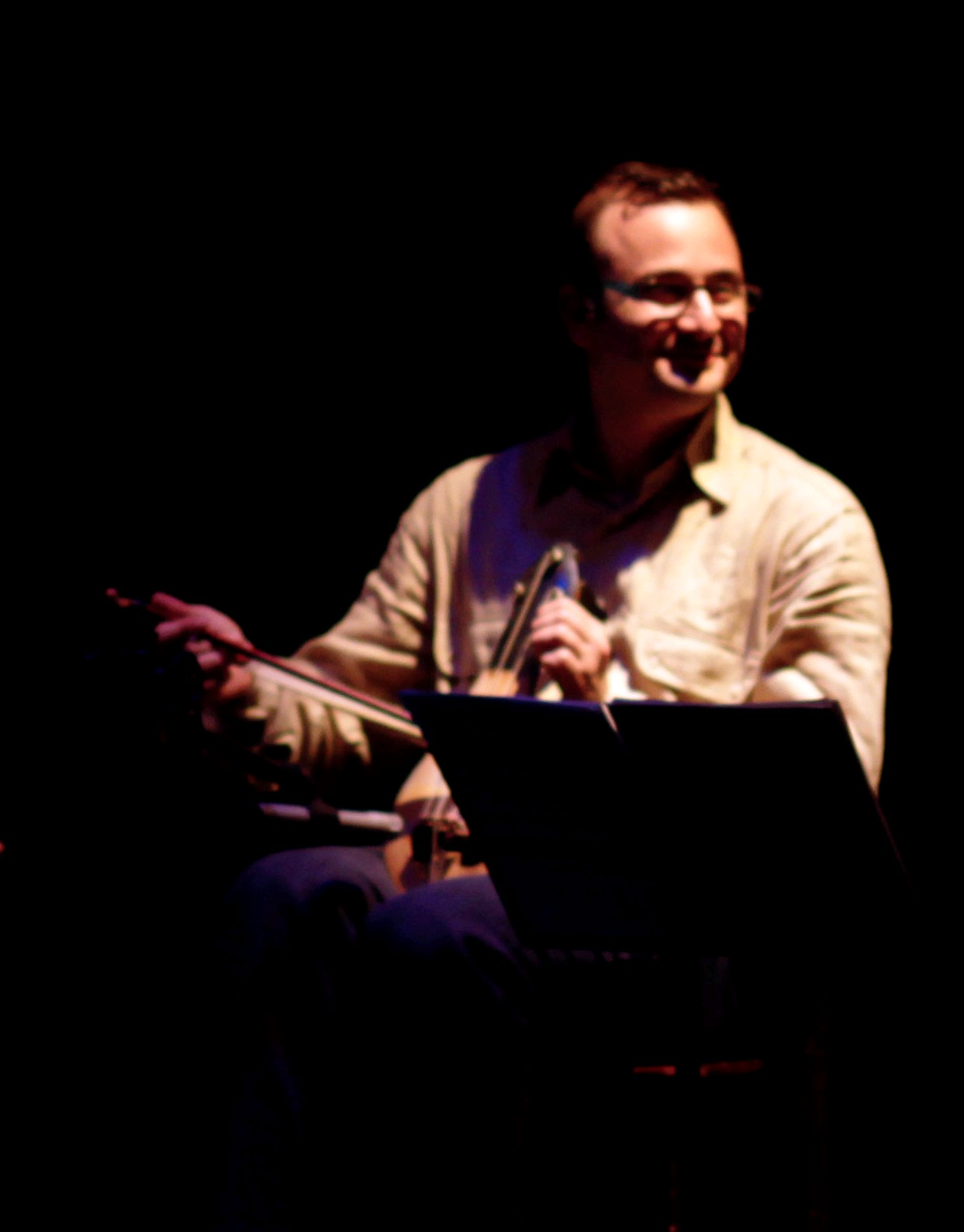
Derya Türkan (2009)

Derya Türkan (* 1973 in Istanbul) ist ein türkischer Musiker, der die gestrichene Laute Kemençe sowohl im Bereich der klassischen türkischen Musik als auch in der Weltmusik spielt.

## Leben und Wirken
Türkan wuchs in einer Musikerfamilie auf. Ab 1984 studierte er klassische Kemençe am Staatlichen Konservatorium für Türkische Musik in Istanbul bei İhsan Özgen; 1994 machte er seinen Abschluss.
Bereits seit 1991 arbeitete Türkan mit dem Musikensemble des TRT Istanbul Radio; 2000 wurde er ständiger Künstler in dieser Institution. Ebenfalls 1991 wurde er Mitglied im Ensemble von Kudsi Ergüner, mit dem er in vielen Ländern des Nahen Ostens und in Europa auf Tournee war und mehrere Alben wie Chemins oder Islam Blues veröffentlichte. Bereits 1992 holte ihn Necdet Yaşar zum Staatsensemble für klassische türkische Musik des Kulturministeriums, mit dem er sieben Jahre lang als Gastkünstler auftrat. Gemeinsam mit Sokratis Sinopoulos nahm er 1997 das Album Letters from Istanbul auf (2018 folgte eine Fortsetzung). Zudem arbeitete er mit Cengiz Onural und Murat Aydemir jeweils im Duo und in der Gruppe İncesaz zusammen (mehrere Alben und eine DVD).
2006 wurde sein Album Minstrels Era (mit Renaud Garcia-Fons und Uğur Işık) veröffentlicht, das international von der Kritik sehr positiv beachtet wurde. Mit diesem Trio gab er auch Konzerte in Deutschland, den Niederlanden, Slowenien und Spanien. 2013 trat er als Solist mit dem Bundesjugendorchester unter der Leitung von Howard Griffiths und Sir Simon Rattle auf.
Weiterhin arbeitete er mit Jordi Savall und dem Ensemble Hespèrion XXI, dem Pera Ensemble, Djivan Gasparyan, La Sublime Port und Mare Nostrum. Baki Dyuyarlar holte in zur Aufnahme seines Albums Kemenjazz (2012). Auch kam es zur Zusammenarbeit mit Bojan Zulfikarpašić, Vincent Ségal, Ross Daly, Enver Izmailov, Alim Qasımov, Jon Balke, Michel Godard, Serkan Çağrı, Melihat Gülses, Erkan Oğur und Kayhan Kalho.

## Diskographische Hinweise
- Murat Aydemir, Derya Türkan Ahenk: Turkish Classical Music (Golden Horn 1997)
- Minstrels Era (Kalan Müzik 2006)
- Renaud Garcia Fons & Derya Türkan Silk Moon (E-Motive Records 2014)
- İstanbul Kemeçesi (MMT Records 2014)
- Derya Türkan, Kudsi Ergüner, Murat Aydemir, Zohar Fresco Tarab (Kalan 2018)
- Derya Türkan & Sokratis Sinopoulos Letter From istanbul Vol. 2 (Kalan 2018)